# Country Grammar
Albums de Nelly
Nellyville
(2002)
Singles
1. Country Grammar (Hot Shit)
Sortie : 29 février 2000
2. E.I.
Sortie : 28 octobre 2000
3. Ride wit Me
Sortie : 24 avril 2001
4. Batter Up
Sortie : 11 septembre 2001

Country Grammar est le premier album studio de Nelly, sorti le 27 juin 2000.
L'album, qui s'est classé 1er au Billboard 200 et au Top R&B/Hip-Hop Albums et 10e au Top Internet Albums, a été certifié disque de diamant (10 fois disque de platine) par la Recording Industry Association of America (RIAA) le 21 juillet 2016 pour 10 000 000 d'exemplaires vendus aux États-Unis,,.
Dans (Hot Shit) Country Grammar, premier single extrait de l'album, Nelly présente les différentes facettes de sa vie à St. Louis dans le Missouri.

## Liste des titres
| No  | Titre                                             | Contient un (des) sample(s) de                                                | Durée |
| --- | ------------------------------------------------- | ----------------------------------------------------------------------------- | ----- |
| 1.  | Intro (featuring Cedric the Entertainer)          |                                                                               | 1:21  |
| 2.  | St. Louie                                         |                                                                               | 4:27  |
| 3.  | Greed, Hate, Envy                                 |                                                                               | 4:15  |
| 4.  | Country Grammar (Hot Shit)                        |                                                                               | 4:47  |
| 5.  | Steal the Show (featuring St. Lunatics)           |                                                                               | 5:27  |
| 6.  | Interlude (featuring Cedric the Entertainer)      |                                                                               | 0:33  |
| 7.  | Ride wit Me (featuring City Spud)                 | I Like It de DeBarge                                                          | 4:51  |
| 8.  | E.I.                                              | Hypnotize de The Notorious B.I.G.                                             | 4:45  |
| 9.  | Thicky Thick Girl (featuring Murphy Lee et Ali)   |                                                                               | 4:34  |
| 10. | For My (featuring Lil Wayne)                      |                                                                               | 4:08  |
| 11. | Utha Side                                         |                                                                               | 4:33  |
| 12. | Tho Dem Wrappas                                   |                                                                               | 4:09  |
| 13. | Wrap Sumden (featuring St. Lunatics)              |                                                                               | 4:16  |
| 14. | Batter Up (featuring Murphy Lee et Ali)           | Movin' on Up (Theme From the Jeffersons) de Ja'net DuBois                     | 5:27  |
| 15. | Never Let 'Em C U Sweat (featuring The Teamsters) |                                                                               | 4:14  |
| 16. | Luven Me                                          | Don't Stop (Ever Loving Me) de One Way Whatever You Want de Tony! Toni! Toné! | 4:07  |
| 17. | Outro (featuring Cedric the Entertainer)          |                                                                               | 0:44  |